# 29-та зенітна дивізія (Третій Рейх)
29-та зенітна дивізія (Третій Рейх) (нім. 29. Flak-Division) — зенітна дивізія Вермахту зі складу військово-повітряних сил, що діяла наприкінці Другої світової війни.

## Історія
29-та зенітна дивізія була сформована 27 лютого 1945 року на основі підрозділів 14-ї зенітної бригади Люфтваффе, що дислокувалася в окупованому німцями Осло. Фактично дивізія мала у своєму складі обмежені сили, які умовно дорівнювали штату бригади. Загалом з'єднання нараховувало 23 зенітні батареї різного типу, їхнім основним завданням було забезпечення протиповітряної оборони території окупованої Норвегії. Після завершення війни в Європі, німецькі зенітники капітулювали союзникам.
До складу дивізії увійшли:
- Зенітна група «Лофотен» (83-й зенітний полк) (Лофотенські острови)
- Зенітна група «Нарвік» (92-й зенітний полк) (Нарвік)
- Зенітна група «Тронгейм» (152-й зенітний полк) (Тронгейм)
- Зенітна група «Осло» (162-й зенітний полк) (Осло)

## Райони бойових дій
- Норвегія (лютий — травень 1945).

## Командування

### Командири
- Оберст Александер Ніпер (нім. Alexander Nieper) (27 лютого — 8 травня 1945)

### Підпорядкованість
| Час       | Корпус | Командування/Флот                 | Штаб     |
| --------- | ------ | --------------------------------- | -------- |
| 1945      |        |                                   |          |
| 27 лютого | —      | Командування Люфтваффе «Норвегія» | Норвегія |